# William Harris, 2. Baron Harris

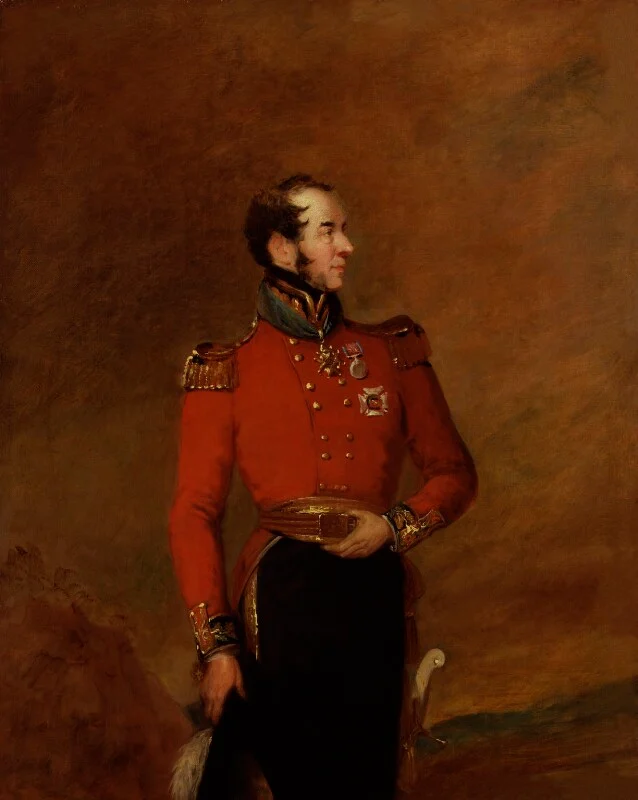
William Harris, 2. Baron Harris, um 1830

William George Harris, 2. Baron Harris KCH CB (* 19. Januar 1782; † 30. Mai 1845) war ein britischer Peer und Offizier.

## Leben
Er war der älteste Sohn des Generals George Harris, 1. Baron Harris (1746–1829) aus dessen Ehe mit Anne Carteret Dickson († 1833).
1795 trat er als Offizier in die British Army ein. 1799 nahm er im Vierten Mysore-Krieg unter dem Oberkommando seines Vaters an der Erstürmung von Seringapatam teil. Er kämpfte in den Koalitionskriegen und wurde 1814 zum Colonel befördert. Als Kommandeur des 73rd Regiment of Foot wurde er 1815 in der Schlacht bei Waterloo verwundet. 1815 wurde er als Companion des Order of the Bath (CB) ausgezeichnet. 1821 wurde er zum Major-General befördert. Von 1832 bis 1835 amtierte er als Colonel des 86th Regiment of Foot und 1835 bis 1845 als Colonel des 73rd Regiment of Foot. 1833 wurde er als Knight Commander des Hanoverian Guelphic Order (KCH) ausgezeichnet und 1837 zum Lieutenant-General befördert.
Beim Tod seines Vaters erbte er 1829 dessen Adelstitel als Baron Harris und wurde dadurch Mitglied des britischen House of Lords.
Er starb 1845 im Alter von 63 Jahren.

## Ehen und Nachkommen
1809 heiratete er in erster Ehe Eliza Selina Anne Dick († 1817). Mit ihr hatte er zwei Söhne und eine Tochter:
- George Francis Robert Harris, 3. Baron Harris (1810–1872), ⚭ 1850 Sarah Cummins (1832–1853);
- Rev. Hon. William Lushington Thomas Harris (1814–1840), anglikanischer Pfarrer von Wilton in Wiltshire;
- Charlotte Reid Harris († 1818).

1824 heiratete er in zweiter Ehe Isabella Helena Handcock-Temple († 1861). Mit ihr hatte er zwei Söhne und eine Tochter:
- Hon. Reginald Temple Harris-Temple 1860 (1830–1900), High Sheriff of Westmeath;
- Hon. Arthur Ernest Harris-Temple (1835–1906), Captain des 43rd Regiment of Foot, ⚭ 1871 Jane Chaigneau († 1891);
- Hon. Louisa Matilda Harris († 1892), ⚭ 1857 Richard Handcock, 4. Baron Castlemaine.